# Beiersdorf AG

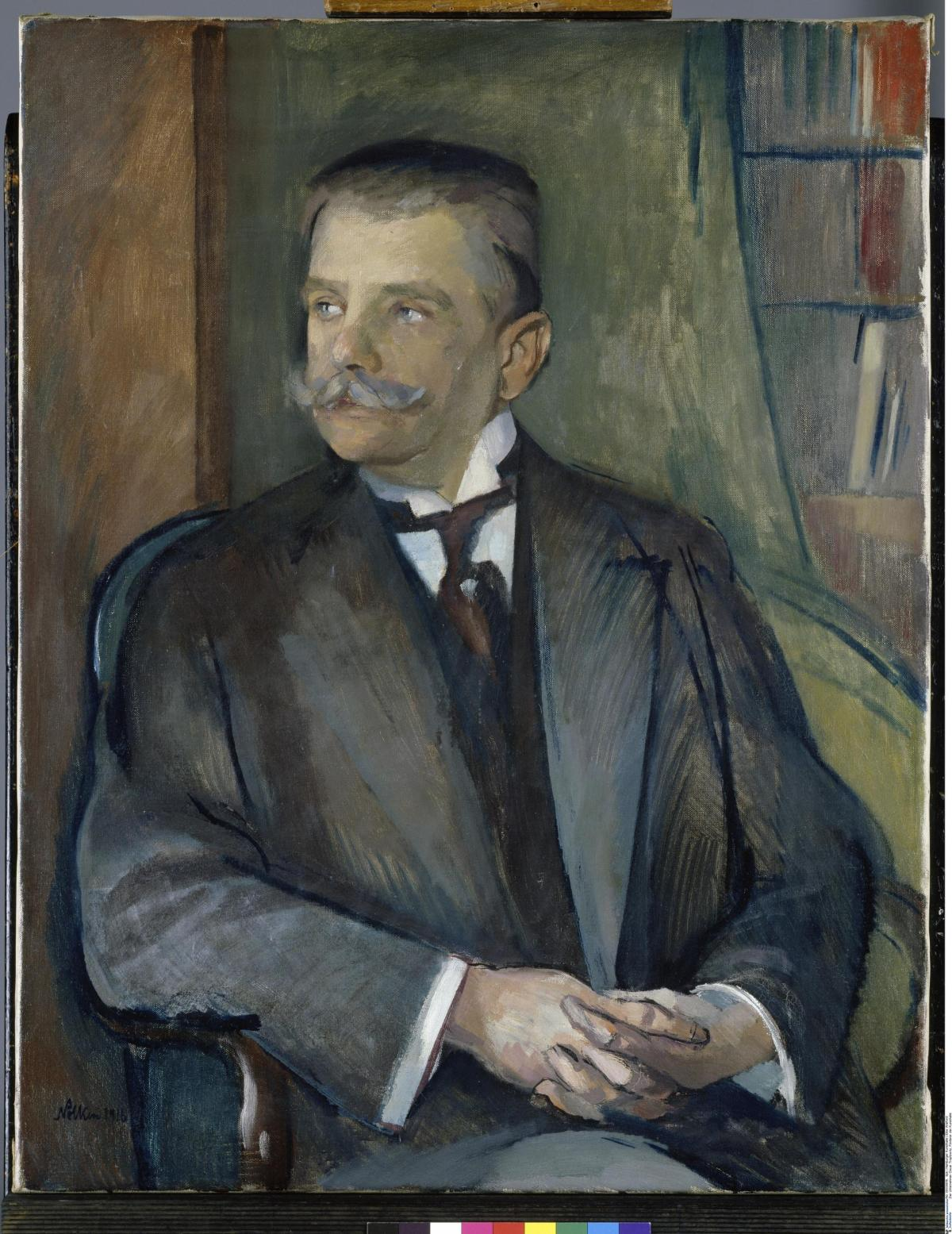
Oscar Troplowitz (1916)

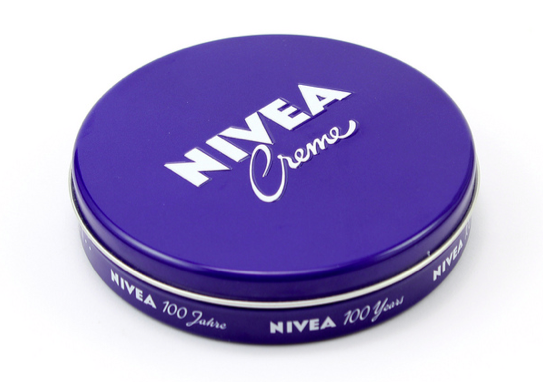
Doosje Nivea uit 2011

Beiersdorf AG is een multinationale onderneming, gevestigd in Hamburg, Duitsland, die producten voor de persoonlijke verzorging produceert. De merken zijn onder andere Nivea, Eucerin, 8x4, Labello, Elastoplast, Hansaplast en Tesa.

## Activiteiten
Beiersdorf is wereldwijd actief en telt iets meer dan 20.000 medewerkers. Europa was met een omzetaandeel van 44% in 2023 de belangrijkste regio, en de rest wordt min of meer gelijk verdeeld over Noord- en Zuid-Amerika en de rest van de wereld. Tesa is de kleinste activiteit en draagt minder dan 20% van de omzet bij en de producten voor de persoonlijke verzorging zijn met vier-vijfde van de omzet dominant.
De aandelen zijn beursgenoteerd en grootaandeelhouder Maxingvest heeft 51,2% van het stemrecht. Maxingvest is een investeringsmaatschappij van de familie Herz, oprichters van Tchibo.

## Geschiedenis
Het bedrijf werd in 1882 opgericht door apotheker Paul Carl Beiersdorf (1836-1896), die een nieuwe methode had ontwikkeld om pleisters te maken. In 1890 werd het bedrijf overgenomen door Oscar Troplowitz. Deze verzorgde de eerste internationale contracten en vergrootte het bedrijf. In 1900 kreeg de firma een patent voor Eucerit. Dit was de basis voor Eucerin. In 1906 kwam Otto Hanns Mankiewicz als partner in het bedrijf, hij was de zwager van Troplowitz.
Troplowitz ontwikkelde samen met scheikundige Isaac Lifschütz en dermatoloog Paul Unna een nieuwe huidcrème. Het was de eerste stabiele crème gebaseerd op een emulsie van water-in-olie, gebruikmakend van het emulgeermiddel Eucerit. Hij bracht deze crème in 1911 onder de naam NIVEA op de markt. Dit woord komt van het Latijnse woord nix, nivis, dat sneeuwwit betekent.
Na de dood van Troplowitz en Mankiewicz in 1918 werd het bedrijf op 1 juni 1922 een naamloze vennootschap. Vanaf 1928 werden de aandelen verhandeld op de beurs van Hamburg. Het bedrijf had toen al meer dan twintig fabrieken over de hele wereld, waaronder in de Verenigde Staten, Australië en Brazilië.
In 1922 volgden zelfklevende pleisters met een gaasje onder de naam Hansaplast. Tien jaar later vierde het bedrijf zijn 50-jarig jubileum en telde toen wereldwijd ruim 1400 medewerkers. In 1936 volgde de introductie van het doorzichtige plakband, die later werd verkocht als tesafilm.
In 1930 waren er fabrieken van Beiersdorf in 23 landen over de hele wereld, waaronder ook in Hilversum. Deze laatste was een ontwerp van de architect Cornelis de Groot (1876-1944). Het fabrieksterrein lag langs de spoorlijn achter de woonhuizen aan de Oude Amersfoortseweg. Er werd al snel bijgebouwd, er kwamen een portierswoning met garage, ketelhuis, opslagloods en een tweede fabriek. Na de Tweede Wereldoorlog volgden meer toevoegingen. In 1951 werd een volledig nieuwe fabriek gebouwd met een kenmerkende industriële bouwstijl, lange rijen vensters in stalen kozijnen tussen vooruitstekende betonnen kolommen. Enkele decennia later verliet Beiersdorf Hilversum en daarna kwam het terrein en gebouwen in 1981 in handen van een projectontwikkelaar. Diverse gebouwen werden gesloopt en de fabrieken werden verbouwd tot kantoorruimte.
In 1961 werd een antibacteriële zeep ontwikkeld waarmee de geur van zweet werd beperkt, dit onder de naam 8x4 op de markt werd gebracht. In 1972 telde het meer dan 10.000 medewerkers, waarvan bijna de helft werkzaam was buiten Duitsland.
In 2000 verkocht Smith & Nephew het pleistermerk Elastoplast aan Beiersdorf. In datzelfde jaar behaalde Beiersdorf een omzet van 4,1 miljard euro en telde ongeveer 16.500 medewerkers. De verkoop van huidverzorgingsproducten had een omzetaandeel van iets meer dan 60% en de rest werd in min of meer gelijke delen behaald met de verkoop van gezondheidsproducten en tesa. Duitsland was de belangrijkste afzetmarkt met een omzetaandeel van 30%, gevolgd door de regio's Overig Europa met 40% en de Noord- en Zuid-Amerika met 20%.
Op 1 april 2001 werd BSN Medical opgericht, het was een joint venture van Beiersdorf en Smith & Nephew en levert producten voor de gezondheidszorg zoals verband, orthopedie en flebologie. In 2004 telde BSN Medical zo'n 3400 medewerkers wereldwijd, het was winstgevend en behaalde een jaaromzet € 504 miljoen. In 2006 werd BSN Medical voor een miljard euro overgenomen door Montagu Private Equity.
Op 30 augustus 2019 kocht het van Bayer het merk Coppertone, een zonnebrandcrème, voor US$ 550 miljoen. Door de koop kreeg Beiersdorf er 450 medewerkers bij in Noord-Amerika en China en een fabriek in Cleveland in de staat Tennessee. Coppertone behaalde een omzet van US$ 213 miljoen in 2018.